# Думурхиль
Думурхиль — упраздненное село в Табасаранском районе Дагестана (Россия). На момент упразднения входило в состав Халагского сельсовета. В 1964 году было начато плановое переселение населения в совхоз имени Ильича. Официально исключено из учётных данных в 1970-е годы.

## География
Село располагалось на правом берегу реки Рубас, в 0,5 км к северо-востоку от села Уртиль.

## История
До вхождения Дагестана в состав Российской империи селение Думурхиль входило в состав вольного сельского общества Кухрык. Затем в Халагское сельское общество Северо-Табасаранского наибства Кайтаго-Табасаранского округа Дагестанской области. В 1895 году селение состояло из 48 хозяйств. По данным на 1926 год село состояло из 47 хозяйств. В административном отношении входило в состав Халагского сельсовета Табасаранского района. В начале 1930-х годов в селе организован колхоз имени Крупской. В 1964 году было принято решение о плановом переселении жителей села в совхоз имени Ильича, и частично в совхоз «Откормочный» посёлка Дагестанские Огни Дербентского района. С 1966 года в селе располагалась ферма совхоза «Труд».

## Население
| Год       | 1895 | 1908 | 1926 | 1939 | 1970 |
| --------- | ---- | ---- | ---- | ---- | ---- |
| Население | 284  | 258  | 338  | 111  | 42   |

По данным Всесоюзной переписи населения 1926 года, в национальной структуре населения табасараны составляли 100 %